# 北沿江高速公路
北沿江高速公路是中国安徽省“四纵八横”的“横六”，是整个高速路网的重要组成部分。它东起江苏省扬州市，经滁州市，天长市，巢湖市，马鞍山市和县，西接安庆市进入湖北省。